# European Dream
De European Dream (Europese Droom) is een gesuggereerd alternatief van de Europese Unie voor de klassieke American Dream van de Verenigde Staten.

## Definitie
De European dream is een idee dat als eerste besproken en gepubliceerd werd door de Amerikaanse auteur Jeremy Rifkin. In zijn boek "The European Dream" geschreven in 2004 wordt het contrast met de Amerikaanse waarden en doelen besproken. Waar de American dream de nadruk legt op homogeniteit van de cultuur, probeert de European Dream diversiteit te behouden. En waar de American dream de nadruk legt op individualisme, legt de European dream meer nadruk op de gemeenschap. Persoonlijke ontwikkeling en de kwaliteit van het leven heeft de voorkeur over de persoonlijke rijkdom.
De European dream is grotendeels verbonden met de Europese Unie. In feite is met de ontwikkeling van de EU het mogelijk gemaakt voor Europeanen om te geloven in een Pan-Europese identiteit.

## Referentie
- Rifkin, J. (2004) The European Dream ISBN 1-58542-345-9